# 小瓣小檗
小瓣小檗（学名：Berberis micropetala）为小檗科小檗属下的一个种。

## 扩展阅读
維基物種上的相關：小瓣小檗